# Chiqui Ledesma

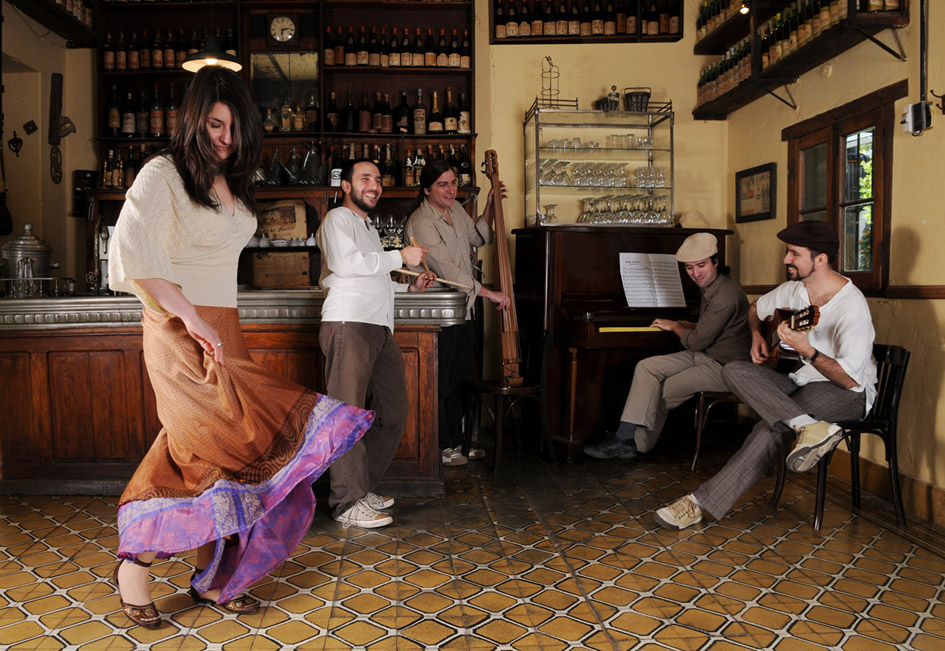
Sesión de fotos para el disco Otra vuelta en el almacén Santa Rita, de la ciudad de Adrogué, en el Gran Buenos Aires. En la foto: Chiqui Ledesma (bailando), Matías Furió, Taty Calá, Pablo Fraguela y Pedro Furió.

María de los Ángeles Ledesma, más conocida como Chiqui Ledesma (Venado Tuerto, 8 de diciembre de 1973), es una cantante, docente de canto, gestora cultural y directora artística argentina de música popular que conforma desde 1997 el grupo de música de raíz folclórica latinoamericana María y Cosecha, junto a Pablo Fraguela (piano y coros), Pedro Furió (guitarra), Matías Furió (percusión) y Taty Calá (contrabajo). Es una de las voces representativas del folklore argentino.
Incluye en su repertorio obras de autores y compositores fundamentales del cancionero latinoamericano como
Raúl Carnota,
Jaime Dávalos,
Víctor Jara,
Chacho Muller,
Teresa Parodi,
Armando Tejada Gómez y
Atahualpa Yupanqui,
así como de colegas de su generación, tales como
Fernando Barrientos,
Pablo Dumit,
Topo Encinar,
Georgina Hassan,
Tilín Orozco y
Laura Vallacco.
En el año 1992 fue distinguida como figura sobresaliente en el Festival Nacional de Folklore de Cosquín, en el rubro solista vocal femenina.

## Trayectoria
Desde temprana edad comenzó a estudiar música, primero guitarra y luego canto. Estudió canto lírico en la Universidad Nacional de Rosario y luego se mudó a Buenos Aires, donde continuó estudiando en el Conservatorio Manuel de Falla y en la Escuela de Música Popular de Avellaneda.
En el año 1997 fundó el grupo María y Cosecha, que hasta el año 2006 se denominó María de los Ángeles Ledesma & Cosecha de Agosto.
En enero de 2009 realizó una gira musical por España junto al pianista Juan Carlos Cambas.
El 9 de julio de 2010 fue convocada junto a otras figuras de la canción argentina, para participar en el Homenaje a la mujer en la figura de Mercedes Sosa,
llevado a cabo en la ciudad de San Miguel de Tucumán, conmemorando el nacimiento de La Negra Sosa y el aniversario de la Independencia argentina en el marco de los festejos anuales por el bicentenario de la Revolución de Mayo. En dicha oportunidad compartió el escenario con las cantantes
Verónica Condomí,
Marián Farías Gómez,
Liliana Herrero,
Luna Monti y
Ana Prada,
entre otras. Dicho espectáculo fue reeditado el 24 de mayo de 2015 en la Plaza de Mayo de la Ciudad de Buenos Aires al cumplirse 205 años de la Revolución de Mayo. En esta oportunidad, Chiqui Ledesma compartió el escenario con el cantante y compositor Bruno Arias y el actor Horacio Fontova.
Durante el mes de septiembre de 2010 ―junto a Lorena Astudillo, Mónica Abraham, Carla Gianinni y Osvaldo Burucuá, entre otros artistas― formó parte en el homenaje a Violeta Parra en el marco del Bicentenario chileno, llevado a cabo en el Teatro IFT de Buenos Aires.
Dicho espectáculo fue el antecedente para un nuevo proyecto discográfico colectivo denominado Después de vivir un siglo, a través del cual un grupo de músicos argentinos homenajearán a la cantautora chilena al cumplirse 100 años de su nacimiento y que fue editado en el mes de octubre de 2017 de manera independiente.
Uno de los momentos más interesantes de la vida artística de Chiqui Ledesma fue el espectáculo Cancioneras, que compartió junto a sus colegas La Bruja Salguero, Lorena Astudillo y Mónica Abraham durante los años 2013 y 2014 en el ND Teatro y en el Teatro Monteviejo (antes Teatro del Viejo Mercado) de Buenos Aires. El espectáculo fue elegido como uno de los mejores del año y obtuvo muy buenas críticas de la prensa especializada.
Durante el mes de julio de 2015 brindó una serie de conciertos en la ciudad de Milán junto al guitarrista Marcos di Paolo y al percusionista Matías Furió, en el stand argentino de la Exposición Internacional de Milán (2015)
y en el mes septiembre del mismo año participó en el ciclo La Música Interior, sede Tucumán, organizado por el Ministerio de Cultura junto al acordeonista Nini Flores y el flautista Juan Pablo Di Leone, entre otros músicos.
Además de su labor como cantante, Chiqui Ledesma tiene antecedentes como gestora cultural y generadora de espacios de expresión artística.
Es cofundadora ―con los grupos María y Cosecha y El Tierral) de la peña 'La Eulogia,
que funcionó durante los años 2000 a 2002 en el barrio porteño de San Telmo, y que fue punto de referencia para artistas y músicos del medio, durante una época en que para los artistas emergentes era complicado acceder a los grandes festivales de música folklórica. Fue cocreadora del ciclo Nuestras Músicas en el Espacio Luz y Fuerza de la ciudad de Buenos Aires durante los años 2009 a 2011 y creadora y organizadora del encuentro de folklore en la ciudad Músicas de Provincia, con más de diez años de vigencia en la ciudad de Buenos Aires.
En la actualidad es directora artística del ECuNHi (Espacio Cultural Nuestros Hijos)
que funciona en el Espacio Memoria y Derechos Humanos (ex-ESMA) perteneciente a la Asociación Madres de Plaza de Mayo, docente de canto en la Escuela de Música Popular de Avellaneda
y en el Instituto Superior Octubre.

## Discografía propia y participación en otros discos
Con el grupo María y Cosecha, ha grabado 5 discos:
1) Miradas (año 1999): editado por el sello Pataancha Producciones y galardonado por el Consejo Argentino de Música Argentina de la Unesco.
2) Esencia (año 2006. Independiente): elegido como uno de los discos del año por el diario La Nación
y editado en formato digital por el sello italiano Microcosmo Dischi.
3) Otra vuelta (año 2010. Independiente): seleccionado como mejor disco del año, por los diarios Página/12, Tiempo Argentino y La Nación,.
4) Umbral (año 2014. Independiente): presentado en el Centro Cultural de la Memoria Haroldo Conti Espacio Memoria y Derechos Humanos (ex-ESMA) y con elogiosas críticas de la prensa.
5) Agosto (año 2017. Independiente): presentado en la Cúpula del Centro Cultura Kirchner. Este disco fue elegido como uno de los mejores discos del año por el diario La Nación.
En el año 2016, grabó el disco Arbolito del querer junto al guitarrista Marcos Di Paolo, que mereció una elogiosa crítica del diario La Nación (Buenos Aires). También colaboró con Nora Sarmoria en el álbum Tres Libros, distribuido por Epsa Music.
Ha participado en discos homenaje a grandes artistas, tales como Armando Tejada Gómez a 20 años de su fallecimiento, editado en el año 2012 por el sello ByM Registros de Cultura
y Luis Alberto Spinetta en el álbum Raíz Spinetta (2015), ganador del Premio Gardel 2016 al mejor álbum conceptual.
Asimismo fue invitada por Teresa Parodi a participar en dos de sus trabajos musicales: Otro cantar (de 2011)
y 30 años + 5 días (de 2014).

## Premios y distinciones
- 1984: Ganadora del Festival Nacional Infantil de La Cumbre (Córdoba).
- 1990: Ganadora del Festival de Poemas y Canciones de Autores Venadenses, en Venado Tuerto.
- 1991: Mención Especial Festival Nacional Pre-Cosquín (Córdoba).
- 1992: Figura Sobresaliente del Festival Nacional de Cosquín (Córdoba).[2]
- 1992: Ganadora del Festival Nacional de Cosquín en el rubro solista vocal femenina.
- 1992: Ganadora del Festival Nacional del Malambo, Laborde (Córdoba).
- 1992: Personalidad Notable de la Comunidad de Venado Tuerto
- 2005: Embajadora Cultural de la ciudad de Venado Tuerto.[23]
- 2006: Nominada (con el grupo María y Cosecha) a los premios Clarín Espectáculos.[24]